# Rallye Argentinien 2013

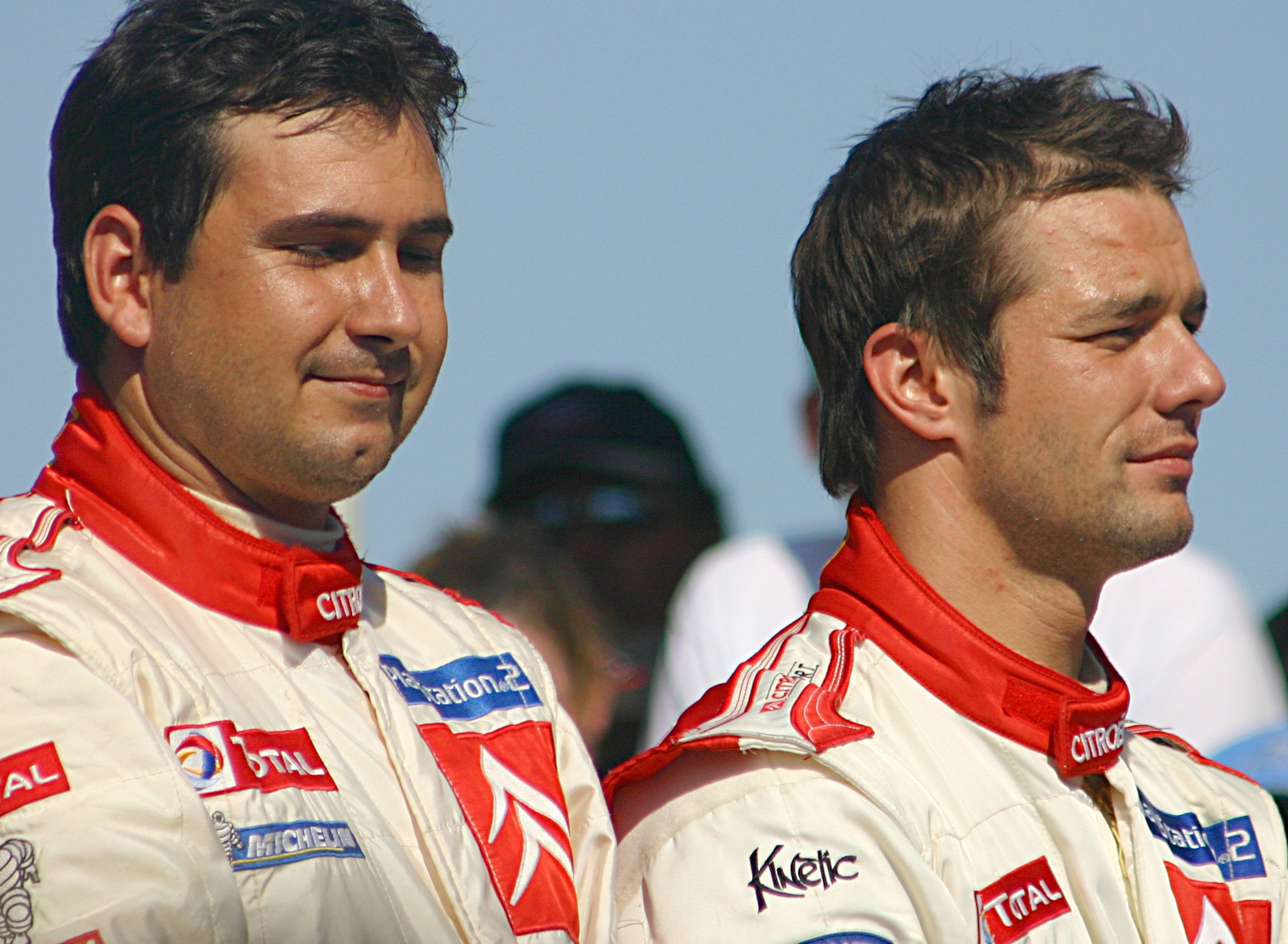
Die Sieger der Rallye Argentinien Daniel Elena (l.) und Sébastien Loeb

Die 33. Rallye Argentinien war der fünfte von 13 FIA-Weltmeisterschaftsläufen 2013. Die Rallye bestand aus 14 Wertungsprüfungen und wurde zwischen dem 1. und dem 4. Mai gefahren.

## Berichte

### 1. Tag (Mittwoch, 1. Mai)
Die Rallye begann mit der Qualifikation am Mittwochmorgen auf einer kurzen Schotterpiste von 4,5 Kilometern. Jari-Matti Latvala, mit dem VW-Polo R WRC unterwegs, gewann diese knapp vor Sébastien Loeb im Citroën DS3 WRC. Die kurze Super-Stage am Nachmittag entschied Sébastien Ogier für sich vor Loeb. Eine Veranstaltung in erster Linie für die Zuschauer.

### 2. Tag (Donnerstag, 2. Mai)
An der Spitze ging es eng zu zwischen Ogier und Mikko Hirvonen, nach drei Wertungsprüfungen führte Ogier mit 3,6 Sekunden die Gesamtwertung an. Loeb hatte mit der Abstimmung seines Autos Probleme und fiel zurück. Am Nachmittag kam der Regen und die Bedienungen waren schwierig. Ogier führte am Ende des Tages das Klassement an, während Loeb sich mit dem vierten Platz begnügen musste. Auf der 51,88 Kilometer langen WP 3 überschlug sich Dani Sordo, aufgrund eines Fehlers im Aufschrieb des Beifahrers Carlos del Barrio. Daraufhin funktionierte die Servolenkung nicht mehr richtig.

### 3. Tag (Freitag, 3. Mai)
Am dritten Tag lautete das Duell der Rallye Ogier gegen Loeb. In der siebten Wertungsprüfung kam Ogier von der Straße ab und verlor 44 Sekunden. Loeb ging in Führung und Teamkollege Hirvonen lag mit 8,9 Sekunden Rückstand hinter ihm. Am Nachmittag verlor Ogier nochmals Zeit wegen eines Reifenschadens. Das gleiche Schicksal ereilte Hirvonen, der auf Platz zwei lag. Sein Auto wurde von den herumfliegenden Reifenteilen an der Karosserie stark beschädigt, was ihn viel Zeit kostete. Im Gesamtklassement führte Loeb vor Ogier mit 40,3 Sekunden Vorsprung und Jewgeni Nowikow mit 2:39 Minuten.

### 4. Tag (Samstag, 4. Mai)
Aufgrund des großen Vorsprungs von Loeb wurden die Plätze gesichert. Ogier gab sich mit dem zweiten Platz zufrieden und griff nicht mehr an. Dahinter kämpften Latvala (Reifenschaden am Freitag) und Novikov um den dritten Rang. Allerdings musste sich Novikov knapp geschlagen geben wegen eines Defekts an der Elektronik. Latvala gewann alle vier Wertungsprüfungen am letzten Tag der Rallye. Loeb und Beifahrer Daniel Elena gewannen die Rallye Argentinien zum achten Mal.

## Meldeliste
Nicht als WRC, WRC2, WRC3 oder WRC-Junior gemeldete Fahrzeuge wurden in dieser Liste nicht erfasst.
| Nr | Fahrer              | Beifahrer              | Auto                          | Team                        | Klasse |
| -- | ------------------- | ---------------------- | ----------------------------- | --------------------------- | ------ |
| 1  | Sébastien Loeb      | Daniel Elena           | Citroën DS3 WRC               | Citroën Total Abu Dhabi WRT | WRC    |
| 2  | Mikko Hirvonen      | Jarmo Lehtinen         | Citroën DS3 WRC               | Citroën Total Abu Dhabi WRT | WRC    |
| 4  | Mads Østberg        | Jonas Andersson        | Ford Fiesta RS WRC            | M-Sport World Rally Team    | WRC    |
| 5  | Jewgeni Nowikow     | Ilka Minor             | Ford Fiesta RS WRC            | M-Sport World Rally Team    | WRC    |
| 7  | Jari-Matti Latvala  | Miikka Anttila         | Volkswagen Polo R WRC         | Volkswagen Motorsport       | WRC    |
| 8  | Sébastien Ogier     | Julien Ingrassia       | Volkswagen Polo R WRC         | Volkswagen Motorsport       | WRC    |
| 9  | Andreas Mikkelsen   | Mikko Markkula         | Volkswagen Polo R WRC         | Volkswagen Motorsport       | WRC    |
| 10 | Dani Sordo          | Carlos del Barrio      | Citroën DS3 WRC               | Citroën Total Abu Dhabi WRT | WRC    |
| 11 | Thierry Neuville    | Nicolas Gilsoul        | Ford Fiesta RS WRC            | Qatar World Rally Team      | WRC    |
| 12 | Michał Kościuszko   | Maciej Szczepaniak     | Mini Cooper Works WRC         | Lotos Team WRC              | WRC    |
| 21 | Martin Prokop       | Michal Ernst           | Ford Fiesta RS WRC            | Jipocar Czech National Team | WRC    |
| 22 | Daniel Oliveira     | Carlos Margalhaes      | Ford Fiesta RS WRC            | Stohl Racing                | WRC    |
| 23 | Gabriel Pozzo       | Daniel Stillo          | Ford Fiesta RS WRC            | Qatar World Rally Team      | WRC    |
| 33 | Armin Kremer        | Kaus Wicha             | Subaru Impreza WRX STi        | Stohl Racing                | WRC-2  |
| 34 | Jurij Protassow     | Kuldar Sikk            | Subaru Impreza STi R4         | Symtech Racing              | WRC-2  |
| 37 | Lorenzo Bertelli    | Lorenzo Granai         | Subaru Impreza WRX STi N      | Lorenzo Bertelli            | WRC-2  |
| 38 | Ricardo Triviño     | Alex Haro              | Mitsubishi Lancer Evo IX      | Moto Club Igualda           | WRC-2  |
| 41 | Nicolàs Fuchs       | Fernando Mussano       | Mitsubishi Lancer Evolution X | Nicolàs Fuchs               | WRC-2  |
| 48 | Abdulaziz Al-Kuwari | Killian Duffy          | Ford Fiesta RRC               | Seashore Qatar Rally Team   | WRC-2  |
| 72 | Juan Carlos Alonso  | Juan Pablo Monasterolo | Mitsubishi Lancer Evo X       | Juan Carlos Alonso          | WRC-2  |
| 77 | Marcos Ligato       | Ruben Garcia           | Subaru Impreza WRX STi        | Top Run SRL                 | WRC-2  |

| Icon  | Klasse                                                            |
| ----- | ----------------------------------------------------------------- |
| WRC   | WRC Werksteams und um Herstellerpunkte eingetragene Privatteams   |
| WRC   | Werksteams und um nicht Herstellerpunkte eingetragene Privatteams |
| WRC-2 | Gemeldet für WRC-2                                                |

## Klassifikationen

### Endresultat
| Rang   | Nr  | Fahrer              | Beifahrer              | Team                        | Auto                           | Klasse | Zeit      | Rückstand | Punkte |
| WRC    | WRC | WRC                 | WRC                    | WRC                         | WRC                            | WRC    | WRC       | WRC       | WRC    |
| ------ | --- | ------------------- | ---------------------- | --------------------------- | ------------------------------ | ------ | --------- | --------- | ------ |
| 1      | 1   | Sébastien Loeb      | Daniel Elena           | Citroën Total Abu Dhabi WRT | Citroën DS3 WRC                | WRC    | 4:35:56.7 | 00:00.0   | 25     |
| 2      | 8   | Sébastien Ogier     | Julien Ingrassia       | Volkswagen Motorsport       | Volkswagen Polo R WRC          | WRC    | 4:36:51.7 | 00:55.0   | 18 + 2 |
| 3      | 7   | Jari-Matti Latvala  | Miikka Anttila         | Volkswagen Motorsport       | Volkswagen Polo R WRC          | WRC    | 4:37:57.5 | 02:00.8   | 15 + 3 |
| 4      | 5   | Jewgeni Nowikow     | Ilka Minor             | Qatar M-Sport WRT           | Ford Fiesta RS WRC             | WRC    | 4:38:33.4 | 02:36.7   | 12     |
| 5      | 11  | Thierry Neuville    | Nicolas Gilsoul        | Qatar World Rally Team      | Ford Fiesta RS WRC             | WRC    | 4:40:37.2 | 04:40.5   | 10     |
| 6      | 2   | Mikko Hirvonen      | Jarmo Lehtinen         | Citroën Total Abu Dhabi WRT | Citroën DS3 WRC                | WRC    | 4:42:20.6 | 06:23.9   | 8 + 1  |
| 7      | 4   | Mads Østberg        | Jonas Andersson        | Qatar M-Sport WRT           | Ford Fiesta RS WRC             | WRC    | 4:46:58.9 | 11:02.2   | 6      |
| 8      | 9   | Andreas Mikkelsen   | Mikko Markkula         | Volkswagen Motorsport       | Volkswagen Polo R WRC          | WRC    | 4:49:18.8 | 13:22.1   | 4      |
| 9      | 10  | Dani Sordo          | Carlos del Barrio      | Citroën Total Abu Dhabi WRT | Citroën DS3 WRC                | WRC    | 4:49:19.0 | 13:22.3   | 2      |
| 10     | 21  | Martin Prokop       | Michal Ernst           | Jipocar Czech National Team | Ford Fiesta RS WRC             | WRC    | 4:50:04.3 | 14:07.6   | 1      |
| WRC2   |     |                     |                        |                             |                                |        |           |           |        |
| 1 (13) | 48  | Abdulaziz Al-Kuwari | Killian Duffy          | Seashore Qatar Rally Team   | Ford Fiesta RRC                | WRC-2  | 5:08:27.1 | 00:00.0   | 25     |
| 2 (15) | 41  | Nicolás Fuchs       | Fernando Mussano       | Nicolás Fuchs               | Mitsubishi Lancer Evolution IX | WRC-2  | 5:21:34.0 | 13:06.9   | 18     |
| 3 (16) | 77  | Marcos Ligato       | Ruben Garcia           | Top Run SRL                 | Subaru Impreza WRX STi         | WRC-2  | 5:31:39.0 | 23:11.9   | 15     |
| 4 (17) | 72  | Juan Carlos Alonso  | Juan Pablo Monasterolo | Juan Carlos Alonso          | Mitsubishi Lancer Evo X        | WRC-2  | 5:37:49.8 | 29:22.7   | 12     |
| 5 (18) | 34  | Jurij Protassow     | Kuldar Sikk            | Symtech Racing              | Subaru Impreza STi R4          | WRC-2  | 5:40:26.6 | 31:59.5   | 10     |
| 6 (19) | 38  | Ricardo Triviño     | Alex Haro              | Moto Club Igualda           | Mitsubishi Lancer Evo IX       | WRC-2  | 5:40:44.7 | 32:17.6   | 8      |

### Wertungsprüfungen
| Tag                          | WP                             | Name           | Länge   | Start UTC-3        | Gewinner         | Beifahrer             | Auto                  | Zeit    | Ø km/h         | Leader          |
| ---------------------------- | ------------------------------ | -------------- | ------- | ------------------ | ---------------- | --------------------- | --------------------- | ------- | -------------- | --------------- |
| Tag 1 1. Mai                 | WP1                            | Super Especial | 6,04 km | 16:03              | Sébastien Ogier  | Julien Ingrassia      | Volkswagen Polo R WRC | 04:42.1 | 77,1           | Sébastien Ogier |
| Tag 2 2. Mai                 |                                |                |         |                    |                  |                       |                       |         |                | Sébastien Ogier |
| Service Carlos Paz 07:00 Uhr |                                |                |         |                    |                  |                       |                       |         |                | Sébastien Ogier |
| WP2                          | Sta. Catalina – La Pampa 1     | 27,09 km       | 09:08   | Sébastien Ogier    | Julien Ingrassia | Volkswagen Polo R WRC | 18:20.1               | 88,7    |                | Sébastien Ogier |
| WP3                          | Ascochinga – Agua de Oro 1     | 51,88 km       | 09:51   | Mikko Hirvonen     | Jarmo Lehtinen   | Citroën DS3 WRC       | 37:55.1               | 82,1    |                | Sébastien Ogier |
| Service Carlos Paz 12:18 Uhr |                                |                |         |                    |                  |                       |                       |         |                | Sébastien Ogier |
| WP4                          | Sta. Catalina – La Pampa 2     | 27,09 km       | 14:41   | Sébastien Ogier    | Julien Ingrassia | Volkswagen Polo R WRC | 18:01.5               | 90,2    |                | Sébastien Ogier |
| WP5                          | Ascochinga – Agua de Oro 2     | 51,88 km       | 15:25   | Sébastien Ogier    | Julien Ingrassia | Volkswagen Polo R WRC | 38:08.6               | 81,6    |                | Sébastien Ogier |
| Service Carlos Paz 17:39 Uhr |                                |                |         |                    |                  |                       |                       |         |                | Sébastien Ogier |
| Tag 3 3. Mai                 |                                |                |         |                    |                  |                       |                       |         |                | Sébastien Ogier |
| Service Carlos Paz 06:25 Uhr |                                |                |         |                    |                  |                       |                       |         |                | Sébastien Ogier |
| WP6                          | Santa Rosa – Villa del Dique 1 | 40,69 km       | 08:33   | Sébastien Ogier    | Julien Ingrassia | Volkswagen Polo R WRC | 22:28.5               | 108,6   |                | Sébastien Ogier |
| WP7                          | Amboy – Yacanto 1              | 39,16 km       | 09:41   | Mads Østberg       | Jonas Andersson  | Ford Fiesta RS WRC    | 22:57.3               | 102,4   | Sébastien Loeb |                 |
| Service Carlos Paz 12:36 Uhr |                                |                |         |                    |                  |                       |                       |         | Sébastien Loeb |                 |
| WP8                          | Santa Rosa – Villa del Dique 2 | 40,69 km       | 14:59   | Sébastien Loeb     | Daniel Elena     | Citroën DS3 WRC       | 21:58.6               | 111,1   | Sébastien Loeb |                 |
| WP9                          | Amboy – Yacanto 2              | 39,16 km       | 16:07   | Sébastien Loeb     | Daniel Elena     | Citroën DS3 WRC       | 22:28.3               | 104,6   | Sébastien Loeb |                 |
| WP10                         | Super Especial                 | 6,04 km        | 19:05   | Jari-Matti Latvala | Miikka Anttila   | Volkswagen Polo R WRC | 04:49.4               | 75,1    | Sébastien Loeb |                 |
| Service Carlos Paz 19:28 Uhr |                                |                |         |                    |                  |                       |                       |         | Sébastien Loeb |                 |
| Tag 4 4. Mai                 |                                |                |         |                    |                  |                       |                       |         | Sébastien Loeb |                 |
| Service Carlos Paz 07:00 Uhr |                                |                |         |                    |                  |                       |                       |         | Sébastien Loeb |                 |
| WP11                         | Mina Clavero – Giulio Cesare 1 | 22,64 km       | 09:08   | Jari-Matti Latvala | Miikka Anttila   | Volkswagen Polo R WRC | 18:36.4               | 73,0    | Sébastien Loeb |                 |
| WP12                         | El Condor – Copina             | 16,32 km       | 09:56   | Jari-Matti Latvala | Miikka Anttila   | Volkswagen Polo R WRC | 13:02.2               | 75,1    | Sébastien Loeb |                 |
| WP13                         | Mina Clavero – Giulio Cesare 2 | 22,64 km       | 11:39   | Jari-Matti Latvala | Miikka Anttila   | Volkswagen Polo R WRC | 18:14.3               | 74,5    | Sébastien Loeb |                 |
| WP14                         | El Condor (Powerstage)         | 16,32 km       | 12:57   | Jari-Matti Latvala | Miikka Anttila   | Volkswagen Polo R WRC | 12:57.2               | 75,6    | Sébastien Loeb |                 |
| Service Carlos Paz 14:20 Uhr |                                |                |         |                    |                  |                       |                       |         | Sébastien Loeb |                 |

### Gewinner Wertungsprüfungen
| WP        | Anzahl | Fahrer             | Auto                  |
| --------- | ------ | ------------------ | --------------------- |
| 10–14     | 5      | Jari-Matti Latvala | Ford Fiesta RS WRC    |
| 1, 2, 4–6 | 5      | Sébastien Ogier    | Volkswagen Polo R WRC |
| 8, 9      | 2      | Sébastien Loeb     | Citroën DS3 WRC       |
| 3         | 1      | Mikko Hirvonen     | Citroën DS3 WRC       |
| 7         | 1      | Mads Østberg       | Ford Fiesta RS WRC    |

### Fahrer-WM nach der Rallye
| Pos. | Fahrer             | Punkte |
| ---- | ------------------ | ------ |
| 1    | Sébastien Ogier    | 122    |
| 2    | Sébastien Loeb     | 68     |
| 3    | Mikko Hirvonen     | 57     |
| 4    | Jari-Matti Latvala | 49     |
| 5    | Mads Østberg       | 38     |

### Team-Weltmeisterschaft
| Pos. | Team                  | Punkte |
| ---- | --------------------- | ------ |
| 1    | Volkswagen Motorsport | 154    |
| 2    | Citroën WRT           | 140    |
| 3    | M-Sport WRT           | 73     |